# Якубовка (Черниговская область)
Яку́бовка (укр. Яку́бівка) — село Черниговского района Черниговской области Украины. Население 71 человек.
Код КОАТУУ: 7425588103. Почтовый индекс: 15555. Телефонный код: +380 462.

## История
Возле села Якубовка обнаружено древнерусское поселение времён Киевской Руси (IX—XIII вв.).
В 1781 году хутор сотника Тризны из 6 хат. 1859 год - 20 дворов. По переписи 1897 года - 30 дворов, 195 жителей при р. Вереп. В 1924 году - 48 дворов и 326 жителей. 

## Власть
Орган местного самоуправления — Гончаровский поселковый совет. Почтовый адрес: 15558, Черниговская обл., Черниговский р-н, п. Гончаровское, ул. Танкистов, 11.